# Província d'Ogooué-Lolo
Ogooué-Lolo és una de les nou províncies del Gabon.
Ocupa una àrea de 25,380 km². La capital de la província és Koulamoutou.

Departaments d'Ogooué-Lolo

## Departaments
Ogooué-Lolo es divideix en 4 departaments:
- Lolo-Bouenguidi (Koulamoutou)
- Mulundu (Lastourville)
- Lômbo-Bouenguidi (Pana)
- Offoué-Onoye (Iboundji)